# Organização Europeia de Biologia Molecular
A Organização Europeia de Biologia Molecular (EMBO) é uma organização profissional sem fins lucrativos composta por mais de 1 800 cientistas. Seu objetivo é promover a pesquisa em ciências da vida e facilitar o intercâmbio internacional entre cientistas. A EMBO co-financia cursos, workshops e conferências, publica cinco revistas científicas e apoia cientistas individuais. A organização foi fundada em 1964 e é membro fundador da Iniciativa para a Ciência na Europa. Desde 2021, a diretora da EMBO é Fiona Watt, investigadora de células estaminais, professora no King's College em Londres e líder de grupo no Laboratório Europeu de Biologia Molecular.

## Conferências e revistas
A EMBO publica cinco revistas científicas:
The EMBO Journal,
EMBO Reports,
Molecular Systems Biology,
EMBO Molecular Medicine,
Life Science Alliance,

## História
A EMBO foi oficialmente fundada em julho de 1964 após discussões entre biólogos europeus em uma reunião em Ravello. Seus objetivos originais incluíam a criação de um laboratório central europeu para ciências da vida e o fomento de interações científicas entre pesquisadores na Europa. Na reunião em Ravello, Max Perutz foi eleito o primeiro presidente da EMBO e John Kendrew como secretário-geral.
Inicialmente, 140 biólogos foram eleitos membros da EMBO e, em 1969, a Conferência Europeia de Biologia Molecular (EMBC) foi estabelecida como um órgão político com 14 países como membros fundadores. Desde 1964, cientistas são eleitos anualmente como membros da EMBO com base na excelência em pesquisa. Atualmente, há mais de 1 800 membros, dos quais 90 foram laureados com o Prémio Nobel. Desde 2018, a EMBC conta com 30 estados membros, dois estados membros associados (Índia, Singapura) e dois parceiros de cooperação (Chile (CONICYT), Taiwan (Ministério de Ciência e Tecnologia e Academia Sinica)).
Em 1982, foi lançada a primeira revista, The EMBO Journal; em 1986, estabeleceu-se a Medalha de Ouro EMBO como prêmio anual para jovens cientistas. O "Programa de Jovens Investigadores", que concede bolsas a jovens professores, foi estabelecido em 2000 e outras três revistas foram lançadas nos anos seguintes: EMBO Reports, Molecular Systems Biology e EMBO Molecular Medicine. Em 2021, Fiona Watt foi nomeada diretora da EMBO, sucedendo aos anteriores diretores Raymond Appleyard, John Tooze, Frank Gannon, Hermann Bujard e Maria Leptin.
Entre as organizações intimamente afiliadas à EMBO estão o Laboratório Europeu de Biologia Molecular (EMBL) e a Federação de Sociedades Bioquímicas Europeias (FEBS), que, assim como a EMBO, operam principalmente no Espaço Europeu da Investigação (EEI).